# Campionati mondiali di biathlon 2011 - Staffetta 4x7,5 km maschile
La staffetta 4x7,5 km dei Campionati mondiali di biathlon 2011 si è disputata alle ore 18:00 (UTC+5) dell'11 marzo 2011 e le nazioni partecipanti sono state 26.

## Risultati
| Pos.    | #  | Nazione                                                                            | Tempo                                     | Errori (P+S)                             | Distacco |
| ------- | -- | ---------------------------------------------------------------------------------- | ----------------------------------------- | ---------------------------------------- | -------- |
| Oro     | 2  | Norvegia Ole Einar Bjørndalen Alexander Os Emil Hegle Svendsen Tarjei Bø           | 1:16:13.9 19:12.7 19:16.3 18:31.5 19:13.4 | 0+2 2+8 0+0 0+0 0+0 1+3 0+1 0+2 0+1 1+3  |          |
| Argento | 9  | Russia Anton Šipulin Evgenij Ustjugov Maksim Maksimov Ivan Čerezov                 | 1:16:27.3 19:32.8 18:56.9 18:59.9 18:57.7 | 0+5 0+3 0+1 0+1 0+0 0+2 0+1 0+0 0+3 0+0  | +13.4    |
| Bronzo  | 6  | Ucraina Oleksandr Bilanenko Andriy Deryzemlja Serhij Semenov Serhij Sednjev        | 1:16:41.9 19:40.6 19:00.1 18:57.5 19:03.7 | 0+4 0+6 0+1 0+2 0+0 0+1 0+2 0+1          | +28.0    |
| 4       | 7  | Svezia Fredrik Lindström Magnus Jonsson Carl Johan Bergman Björn Ferry             | 1:16:45.7 19:27.9 19:19.6 18:52.1 19:06.1 | 0+5 0+10 0+1 0+2 0+0 0+3 0+2 0+3 0+2 0+2 | +31.8    |
| 5       | 5  | Italia Christian De Lorenzi René-Laurent Vuillermoz Lukas Hofer Markus Windisch    | 1:16:52.0 19:53.9 19:25.8 18:18.6 19:13.7 | 0+5 1+6 0+2 0+2 0+1 0+1 0+1 0+0 0+1 1+3  | +38.1    |
| 6       | 14 | Stati Uniti Lowell Bailey Jay Hakkinen Tim Burke Leif Nordgren                     | 1:16:52.0 19:36.2 19:31.8 18:55.6 18:48.4 | 0+6 0+8 0+1 0+2 0+3 0+2 0+0 0+2 0+2 0+2  | +38.1    |
| 7       | 1  | Germania Christoph Stephan Andreas Birnbacher Arnd Peiffer Michael Greis           | 1:17:05.3 19:33.6 18:55.5 18:31.1 20:05.1 | 3+10 0+6 0+3 0+2 0+3 0+0 0+1 0+1 3+3 0+3 | +51.4    |
| 8       | 8  | Slovenia Peter Dokl Janez Marič Vasja Rupnik Klemen Bauer                          | 1:17:22.9 20:24.4 18:47.5 19:17.7 18:53.3 | 0+2 1+5 0+1 0+2 0+1 0+0 0+0 0+0 0+0 1+3  | +1:09.0  |
| 9       | 3  | Austria Simon Eder Dominik Landertinger Daniel Mesotitsch Christoph Sumann         | 1:17:31.8 20:14.1 18:56.0 19:38.4 18:43.3 | 0+4 1+6 0+0 1+3 0+1 0+0 0+3 0+2 0+0 0+1  | +1:17.9  |
| 10      | 11 | Rep. Ceca Jaroslav Soukup Zdeněk Vítek Ondřej Moravec Michal Šlesingr              | 1:17:44.8 19:55.0 19:20.1 20:07.5 18:22.2 | 0+4 0+9 0+0 0+3 0+2 0+2 0+2 0+1          | +1:30.9  |
| 11      | 22 | Canada Brendan Green Scott Perras Jean-Philippe Le Guellec Nathan Smith            | 1:17:50.5 19:54.4 19:16.6 19:07.9 19:31.6 | 0+4 0+2 0+1 0+0 0+2 0+0 0+1 0+0 0+0 0+2  | +1:36.6  |
| 12      | 4  | Francia Vincent Jay Simon Fourcade Alexis Bœuf Martin Fourcade                     | 1:18:15.4 20:34.7 18:52.2 20:19.4 18:29.1 | 0+1 0+5 0+1 0+1 0+0 0+1 0+0 0+3 0+0 0+0  | +2:01.5  |
| 13      | 12 | Bielorussia Sjarhej Novikaŭ Uladzimir Čapelin Uladzimir Aljaniška Jaŭhen Abramenka | 1:18:54.3 20:04.3 19:36.2 19:22.4 19:51.4 | 0+7 0+5 0+0 0+1 0+2 0+2 0+2 0+0 0+3 0+2  | +2:40.4  |
| 14      | 23 | Lettonia Edgars Piksons Ilmārs Bricis Andrejs Rastorgujevs Jānis Bērziņš           | 1:19:17.8 19:39.9 18:58.3 19:17.1 21:22.5 | 0+5 0+5 0+1 0+2 0+0 0+1 0+1 0+1 0+3 0+1  | +3:03.9  |
| 15      | 20 | Estonia Roland Lessing Indrek Tobreluts Kauri Kõiv Priit Viks                      | 1:19:27.5 20:26.0 18:58.6 20:34.8 19:28.1 | 0+6 0+6 0+2 0+2 0+1 0+0 0+2 0+3 0+1 0+1  | +3:13.6  |
| 16      | 16 | Bulgaria Michail Klečerov Martin Bogdanov Vladimir Iliev Krasimir Anev             | 1:19:37.4 20:57.3 20:11.6 19:38.5 18:50.0 | 0+1 2+5 0+0 2+3 0+0 0+2 0+1 0+0 0+0 0+0  | +3:23.5  |
| 17      | 10 | Svizzera Benjamin Weger Thomas Frei Matthias Simmen Simon Hallenbarter             | 1:20:06.6 19:57.5 20:59.6 19:41.6 19:27.9 | 2+4 0+7 0+1 0+3 2+3 0+0 0+0 0+2 0+0 0+2  | +3:52.7  |
| 18      | 19 | Slovacchia Miroslav Matiaško Pavol Hurajt Martin Otčenáš Dušan Šimočko             | 1:20:31.6 21:04.4 19:05.9 21:07.4 19:13.9 | 0+6 1+8 0+2 0+3 0+0 0+1 0+2 1+3 0+2 0+1  | +4:17.7  |
| 19      | 17 | Finlandia Timo Antila Paavo Puurunen Ahti Toivanen Jarkko Kauppinen                | 1:20:35.7 20:54.1 19:42.2 20:24.6 19:34.8 | 0+5 2+7 0+1 2+3 0+1 0+2 0+0 0+2 0+3 0+0  | +4:21.8  |
| 20      | 13 | Giappone Junji Nagai Hidenori Isa Satoru Abe Kazuya Inomata                        | 1:20:55.3 19:56.6 20:03.7 21:08.1 19:46.9 | 1+6 0+3 0+0 0+0 0+2 0+2 1+3 0+0 0+1 0+1  | +4:41.4  |
| 21      | 15 | Polonia Mirosław Kobus Łukasz Szczurek Grzegorz Bril Krzysztof Pływaczyk           | 1:22:28.3 21:04.9 20:29.2 20:13.9 20:40.3 | 0+2 0+7 0+0 0+2 0+0 0+1 0+0 0+2 0+2 0+2  | +6:14.4  |
| 22      | 18 | Kazakistan Aleksandr Červjakov Nikolaj Brajčenko Dias Kenešev Sergej Naumik        | 1:24:12.9 20:22.6 19:48.5 22:10.2 21:51.6 | 1+7 4+8 0+0 0+1 0+2 0+1 0+2 2+3 1+3 2+3  | +7:59.0  |
| 23      | 21 | Regno Unito Lee-Steve Jackson Marcel Laponder Pete Beyer Simon Allanson            | a 1 giro 20:06.0 21:39.9 21:09.4          | 0+2 0+6 0+0 0+1 0+2 0+1 0+0 0+1 0+0 0+3  | a 1 giro |
| 24      | 24 | Corea del Sud Jun Je-Uk Lee Su-Young Lee Jung-Sik Lee Kwang-ro                     | a 1 giro 20:25.0 21:39.7 21:53.3          | 0+5 1+10 0+0 0+3 0+3 0+3 0+0 1+3 0+2 0+1 | a 1 giro |
| 25      | 26 | Lituania Tomas Kaukėnas Karol Dombrovski Karolis Zlatkauskas Aleksandr Lavrinovič  | a 1 giro 20:11.0 22:43.4 20:50.4          | 4+7 1+9 0+0 0+3 4+3 0+0 0+1 0+3 0+3 1+3  | a 1 giro |
| 26      | 25 | Serbia Milanko Petrović Damir Rastić Edin Hodžić Nikola Jeremić                    | a 1 giro 22:12.7 22:00.0 22:26.3          | 2+9 2+11 0+3 1+3 0+2 0+3 0+1 0+2 2+3 1+3 | a 1 giro |